# ジョン・ロロ (第8代ロロ卿)
第8代ロロ卿ジョン・ロロ（英語: John Rollo, 8th Lord Rollo、1773年4月23日 – 1846年12月24日）は、スコットランド貴族。

## 生涯
第7代ロロ卿ジェームズ・ロロとメアリー・エイトン（Mary Aytoun、1817年4月24日没、ジョン・エイトンの長女）の長男として、1773年4月23日に生まれた。1784年5月14日に父が死去すると、ロロ卿の爵位を継承した。
1790年にエンサインとして近衛歩兵第3連隊に入隊、フランス革命戦争中の1793年から1795年までフランドル地方を転戦した後、1797年に軍務から引退した（最終軍階は中尉）。また、スコットランド商業銀行の役員を務めた。
1841年から1846年までスコットランド貴族代表議員を務めた後、1846年12月24日にエディンバラで死去、長男ウィリアムが爵位を継承した。

## 家族
1806年6月12日、エディンバラでアグネス・グリッグ（Agnes Grigg、1855年2月3日没、ウィリアム・グリッグの娘）と結婚、4男2女を儲けた。
- ジェームズ（1808年5月15日 – 1812年9月7日）
- ウィリアム（1809年 – 1852年） - 第9代ロロ卿、子供あり
- ジョン（1812年 – 1876年11月30日） - 1854年3月7日、ジェーン・ヘイ・パターソン（Jane Hay Paterson、1873年6月没、ジェームズ・パターソンの娘）と結婚、子供あり。1876年9月25日、ジェーン・マーシャル（Jane Marshall、1892年3月7日没、ジェームズ・マーシャルの娘）と再婚、子供なし
- ロバート（1814年5月26日 – 1907年2月25日）
- メアリー（1886年10月9日没） - 1833年3月27日、ロバート・ノックス・トロッター（Robert Knox Trotter、1876年7月11日没）と結婚、子供あり
- マーサ（1857年9月17日没） - 1850年9月20日、リチャードソン・ロビンソン（Richardson Robinson）と結婚